# Brigade de cavalerie nr. 2 (Espagne)
La Brigade de cavalerie nr. 2 Castillejos  est une unité militaire espagnole de cavalerie légère. Son état-major est stationné à Saragosse.
Ses trois régiments de cavalerie, même s'ils portent la dénomination de régiment, sont de la taille de bataillons.

## Histoire
La brigade tient son origine d'une unité créée le 4 avril 1661, le Trozo de Milán. Cette unité incorpora plus tard, entre les années 1697 et 1815 d'autres éléments au cours des différentes restructurations (le régiment des Flandres, le régiment des hussards de Castille ainsi que le second régiment de Santiago. Elle changea plusieurs fois de nom jusqu'à prendre celui de Régiment de cavalerie du Roi no 1 (Regimiento de Caballería del Rey nr. 1) en 1763. Elle s'installa à Saragosse en 1880.
Le 9 janvier 1869, sur ordre du gouverneur de la province, fut créé, à Alcalá de Henares (Madrid), le Régiment de chasseurs de chars Castillejos, en souvenir de la bataille du même nom. Le 21 octobre de la même année, cette unité fut déplacée vers Saragosse où elle resta jusqu'en 1931.
Cette année-là, les deux unités fusionnèrent pour devenir le Régiment de chasseurs no 1 (Regimiento de Cazadores nr. 1) qui, en 1935 récupéra l'appellation de Castillejos. En 1944, il prit le nom de Régiment de dragons Castillejos no 10.
En 1960, il changea de nouveau de nom pour s'appeler 3e brigade blindée Castillejos et, peu de temps après, Groupe léger de cavalerie Castillejos no 5 en intégrant la brigade de défense opérationnelle du territoire no 5.
Le 1er juin 1986, la brigade de cavalerie Castilljos no 2 fut officiellement créée sous le commandement de la Ve Région militaire. Elle passa ensuite sous le commandement de la IVe Région militaire, sans changer de garnison.
Depuis le 1er janvier 1997, elle s'appelle Brigade légère blindée.

## Missions
La brigade, comme toute brigade légère blindée est apte à livrer des feux rapides et violents dans un combat en mouvement. Elle peut opérer en ambiance NBC.
Les unités qui la compose sont régulièrement engagées sur les théâtres d'opérations, dans le cadre de missions humanitaires ou de maintien de la paix.

## Matériels
La brigade est équipée des matériels majeurs suivants :
- Centauro B1 (char de bataille léger)
- M-60 A3 (char de bataille lourd)
- M113 (transport de troupes)
- BMR 625 et 600 (transport de troupes)
- M-109 A5 (artillerie sol-sol)